# Nemacheilus periyarensis
Nemacheilus periyarensis är en fiskart som beskrevs av Madhusoodana Kurup och Chandrasekharamenon Radhakrishnan 2005. Nemacheilus periyarensis ingår i släktet Nemacheilus och familjen grönlingsfiskar. IUCN kategoriserar arten globalt som sårbar. Inga underarter finns listade i Catalogue of Life.